# رولوفیلین
رولوفیلین (انگلیسی: Rolofylline)  یک داروی دیورتیک آزمایشی است که به عنوان یک آنتاگونیست انتخابی گیرنده آدنوزین A1 عمل می‌کند.